# Èpica germànica

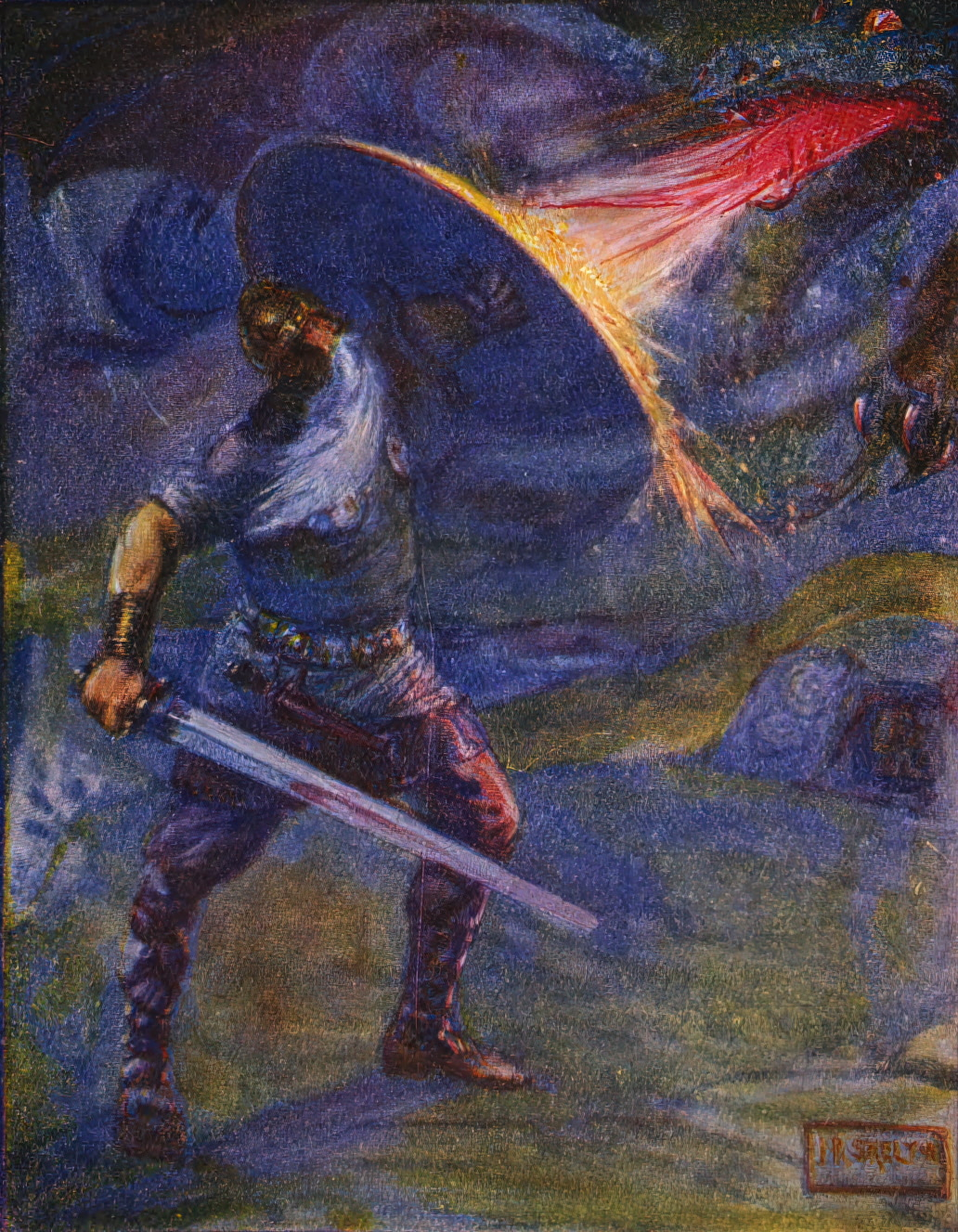
Representació de Beowulf de J.R. Skelton (1908)

Es coneix com a èpica germànica el conjunt de narracions que recullen les heroïcitats i les gestes de guerrers originaris dels pobles germànics. Aquestes composicions van cristal·litzar durant el període medieval, tot i que provenen d'una tradició oral molt anterior que recull la temàtica mítica dels pobles originaris del nord d'Europa. Estan narrades generalment en vers, i recullen les gestes de forts i rudes guerrers i sovint inclouen elements fantàstics i màgics.

## Context històric
L'historiador romà Tàcit, al segle I de la nostra era, és el primer a citar el concepte de Germania, com un conjunt de tribus situades a una regió geogràfica amb uns hàbits, llengües, tradicions i mitologies similars. Tot i els posteriors intents de reescriure la història, Germania no va arribar a constituir mai una unitat política, en canvi podem assegurar que la literatura medieval alemanya, anglosaxona i nòrdica provenen de la mateixa arrel.
El període medieval a Europa suposa la convivència entre la cultura llatina que havia dominat el continent durant el període de l'Imperi Romà i les múltiples invasions i moviments migratoris dels diferents pobles d'origen germànic. Per entendre i situar les diferents composicions literàries èpiques sorgides en aquest període, cal recordar doncs, que Europa es converteix a l'Edat Mitjana en un territori amb continus intercanvis culturals entre aquests dos mons.
Aquesta èpica d'arrel pagana, sorgida de la tradició germànica a diferents nuclis del nord d'Europa (Escandinàvia, Anglaterra, Islàndia, Centreeuropa...), es veurà influïda per la gradual transformació al cristianisme de les diferents tribus germàniques arreu de tot el continent. Aquesta influència cristiana afectarà de forma superficial, però la temàtica mítica és òbviament d'una arrel oral pagana molt anterior.

## L'èpica germànica al conjunt de la literatura
L'èpica és un estil literari clàssic, en vers, on es recullen les gestes i les batalles d'herois o guerrers amb un important component tràgic. Ja a l'antiguitat podem trobar composicions èpiques, és a dir, en cap cas aquest és un estil originat a l'Edat Mitjana, ja que obres com l'epopeia de Gilgamesh, la Ilíada o l'Eneida serien narracions èpiques molt anteriors.

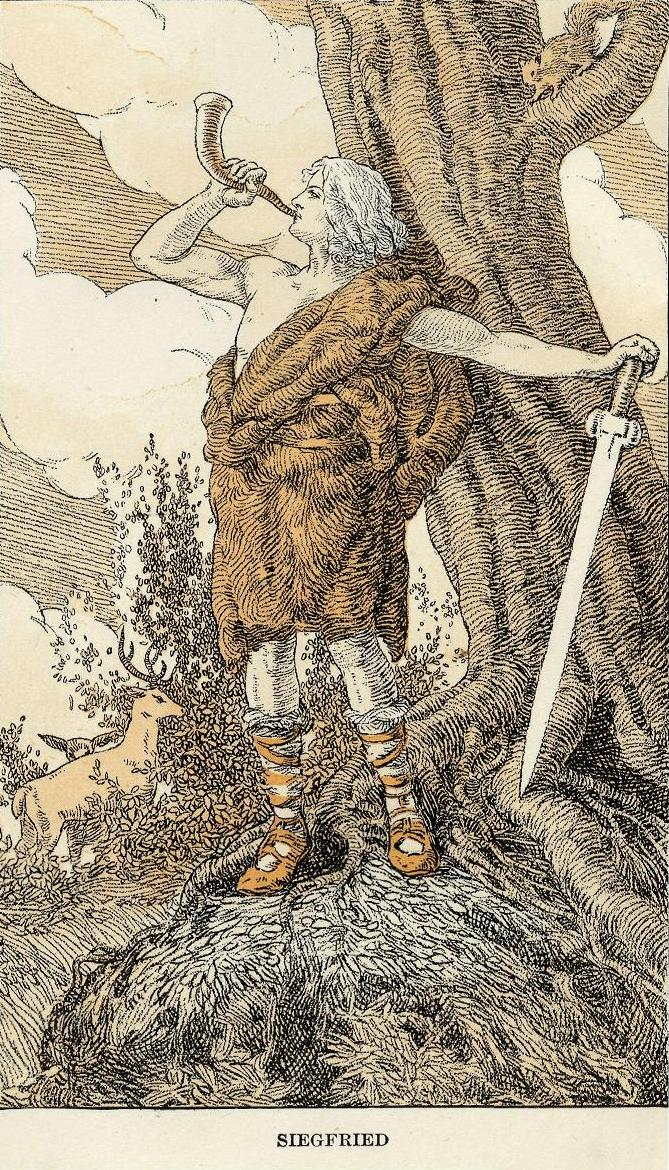
Imatge de Siegfried d'Arthur Rackham creada per l'òpera de Wagner (1911)

Aquestes composicions èpiques estan associades a l'origen d'una població o d'una literatura, i han estat sovint aprofitades per atribuir un valor d'identificació ètnica i política. Sovint volen ser narracions històriques, amb l'objectiu de confirmar l'existència d'un poble o una cultura des de molt més enllà en el temps, però es mouen en un àmbit molt més mític que històric. Tot i no disposar d'una consistència històrica, no és possible imaginar aquestes composicions sense una tradició oral anterior evident en la composició.
Com la resta de composicions èpiques narrades en altres èpoques i contexts culturals, l'èpica germànica conté un fort sentiment tràgic per narrar les gestes dels herois. Una de les característiques de l'èpica, comuna també a l'èpica germànica, és el final tràgic, on l'heroi acaba perdent la vida en favor de la comunitat, aportant el component tràgic i afavorint el bé de la comunitat per sobre de l'individu. Aquesta és una característica utilitzada sovint per societats amb un caràcter eminentment guerrer, com ho eren les societats germàniques a l'Edat Mitjana, o com podien ser els grecs que van compondre la Ilíada.
Així, tot i ser difícil acotar el que entenem com èpica i el que no, sí que podem detectar algunes característiques que defineixen les obres èpiques i que són ben presents a l'èpica germànica medieval.

## Característiques de l'èpica germànica
L'èpica és un estil comú de l'Edat mitjana europea, tant dels pobles romànics, amb llengües provinents del llatí, com dels pobles d'origen germànic que encara mantenien les seves llengües pròpies.
Una de les característiques que diferencien l'estil de l'èpica germànica és l'existència de motius fantàstics i màgics.Mentre l'èpica romànica vol ser una narració històrica o pseudohistòrica (la gran majoria d'obres d'èpica romànica tenen una base històrica però no s'ajusten a la història, com podem veure al Cantar del Mio Cid o la Chanson de Roland),mentre que l'èpica germànica se centra en uns orígens mítics i es desenvolupa sovint en escenaris imaginaris. També destaca l'aparició d'elements fantàstics com dracs i monstres, a la vegada que elements màgics com superpoders o elements màgics amb molta importància en el desenvolupament de la narració.
També cal destacar que mentre l'èpica romànica és protagonitzada per la cavalleria, molt lligada als valors cristians, les gestes dels germànics estan protagonitzades per guerrers i disposen de molts més elements pagans, tot i que a causa de la ja citada conversió dels pobles germànics al cristianisme, es poden detectar algunes influències del cristianisme. Alguns han volgut veure en l'èpica romànica una continuació de l'èpica germànica, anterior en la tradició oral però cal destacar que el canvi de llengua a les llengües romàniques assolit pels pobles del sud d'Europa i l'adaptació sociocultural a les condicions de vida de l'imperi romà impossibilita una continuïtat directa entre els dos mons.
L'èpica germànica, doncs, té un seguit de característiques pròpies que la defineixen com un fenomen únic i diferenciat, on destaquen els elements fantàstics i màgics juntament amb l'exposició de temàtiques mítiques d'arrel pagana de tradició oral.

## Obres destacades

### Beowulf
Escrita a l'Anglaterra saxona, i ambientada al nord d'Europa entre els segles V o VI, explica les gestes de Beowulf, un guerrer del poble dels gautes que ofereix ajuda als danesos. Compost a mitjan segle VIII (tot i que l'únic manuscrit data del segle IX o X) està escrit en anglès antic i està compost pels pobles saxons que van conquerir la província romana de Britànnia

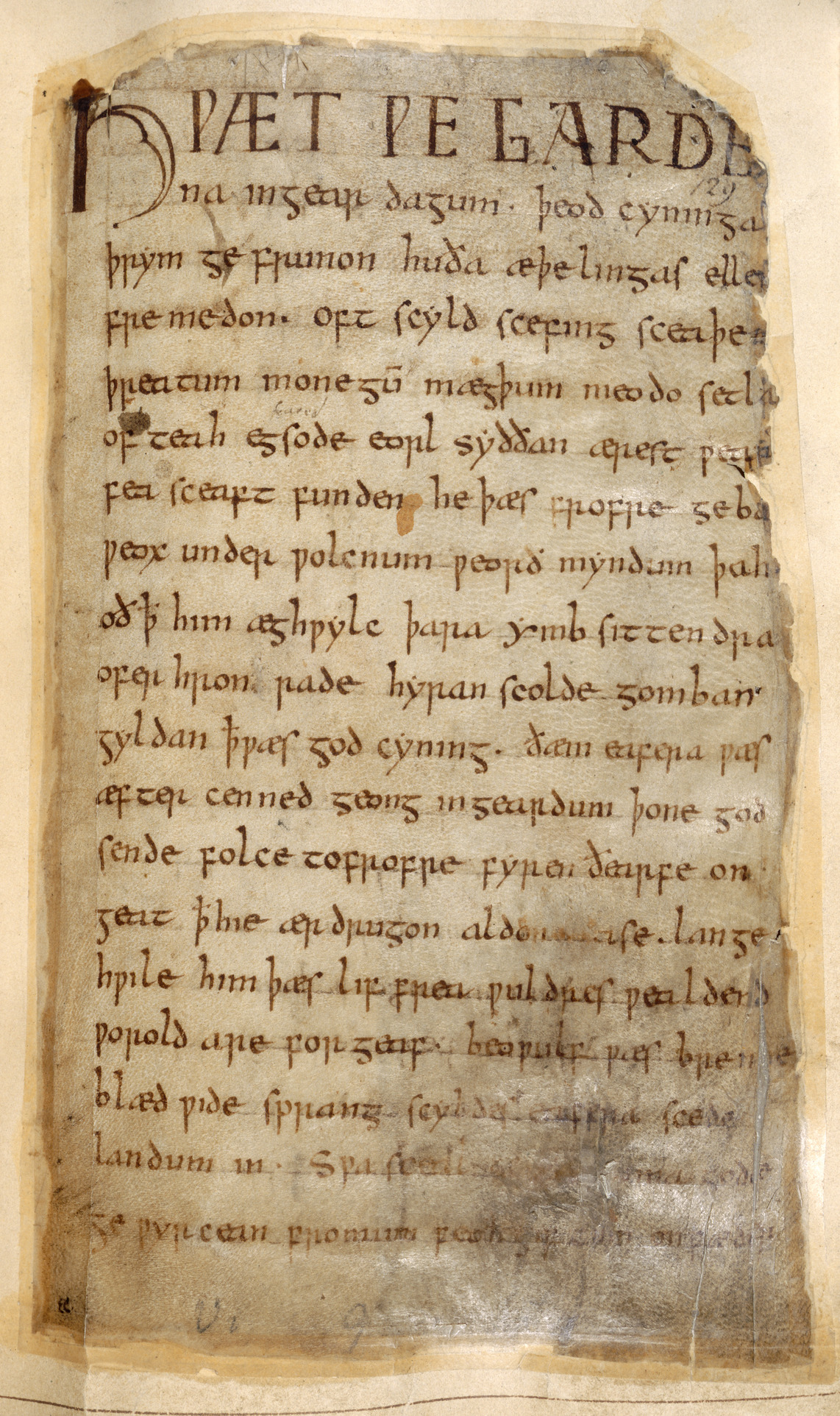
Primera pàgina del Beowulf (cap a l'any 1000)

En la primera part de la història, Beowulf, juntament amb un grup d'homes, visita la terra de Hrodgar per alliberar el seu poble del monstre Grendel, que cada nit visita la casa del rei Hrodgar i acaba amb molts dels seus guerrers. Després de vèncer Grendel aconseguint tallar-li un braç, cosa que li provocarà la mort, reben la visita de la mare de Grendel que es pren la venjança i mata un guerrer. Beowulf visitarà la guarida de la mare de Grendel i la vencerà després d'una lluita ferotge. A la part final, Beowulf, ja gran i reu de la seva terra, lluita amb un drac i acaba oferint la seva vida de forma tràgica en una lluita èpica per la salvació del seu poble.
Aquesta obra és considerada com la primera gran obra de la literatura anglesa canònica i ha causat una gran influència en l'edat moderna en escriptors com ara Tolkien en El Senyor dels Anells.

### Cant dels Nibelungs
Aquesta obra és d'origen anònim i data del segle xiii, escrita en alemany, detalla moltes llegendes germàniques, mesclades amb fets històrics (o pseudohistòrics) i creences mitològiques.
L'obra explica les gestes de Sigfrid, un caçador de dracs, i la seva esposa Krimilda. Com en altres obres èpiques Siegfried acaba morint per una traïció i Krimilda buscarà la venjança sobre el seu assassí (Hagen), que es realitzarà a la cort d'Atila, el rei dels Huns.
Ha estat considerada la gran epopeia nacional alemanya i utilitzada pel nacionalisme del Tercer Reich per justificar l'existència d'un passat gloriós.

### Edda(nòrdics)
Aquestes composicions conegudes com a edda nòrdics són un conjunt de poemes d'origen nòrdic que recullen també una tradició mítica.
Aquestes diferents composicions recullen temàtica mítica i religiosa, però també tenen espai pels herois, en aquest cas el protagonista és Helgi Hundingsbani. Podem separar les composicions en dos grans grups: la edda prosaica i la edda poètica, que reuneix la gran majoria de poemes relacionats amb l'èpica.

### Waltharius
Aquesta és una composició singular, ja que la podem considerar una obra d'arrel indubtablement germànica tot i estar escrita en llatí al segle x.
Explica la història de Walter d'Aquitània i també pertany al cicle d'Atila. La història es refereix a un mític rei visigot establert al regne real històric de l'antiga Aquitània l'any 417 que lluità contra el rei dels vàndals, Gunther.
Cal destacar que alguns personatges també apareixen al Cant dels Nibelungs, el que reforça una arrel comuna en aquestes narracions.

## Influències posteriors
Tot i ser un gènere eminentment medieval, l'èpica germànica ha tingut una forta influència en l'època moderna, inclús contemporània.
Les composicions de Wagner, centrades en les gestes de Siegfried al Cant dels Nibelungs, van ser utilitzades pel tercer Reich amb objectius polítics per justificar l'existència d'una població germànica original. Aquest és un dels perills que comporten les composicions èpiques quan son utilitzades com a justificació dels orígens d'un poble o d'una nació, i el cas de l'èpica germànica és un dels més coneguts. Aquestes composicions van ser aprofitades per construir un passat romàntic i gloriós i justificar algunes de les polítiques del tercer Reich.
A més d'aquesta utilització, que en cap cas és exclusiva de l'èpica germànica sinó que en diferents mides també han utilitzat altres nacionalismes per justificar els seus orígens, l'èpica germànica ha influït fortament en creacions contemporànies com el Senyor dels anells (J.R.R. Tolkien) i una bona part de la literatura fantàstica.
Així doncs, tot i la utilització política que se n'ha fet, no cal veure l'èpica germànica com quelcom nociu, ja que ha tingut un paper cultural i social important, amb múltiples influències en moltes creacions modernes.